# Cauchiehuis

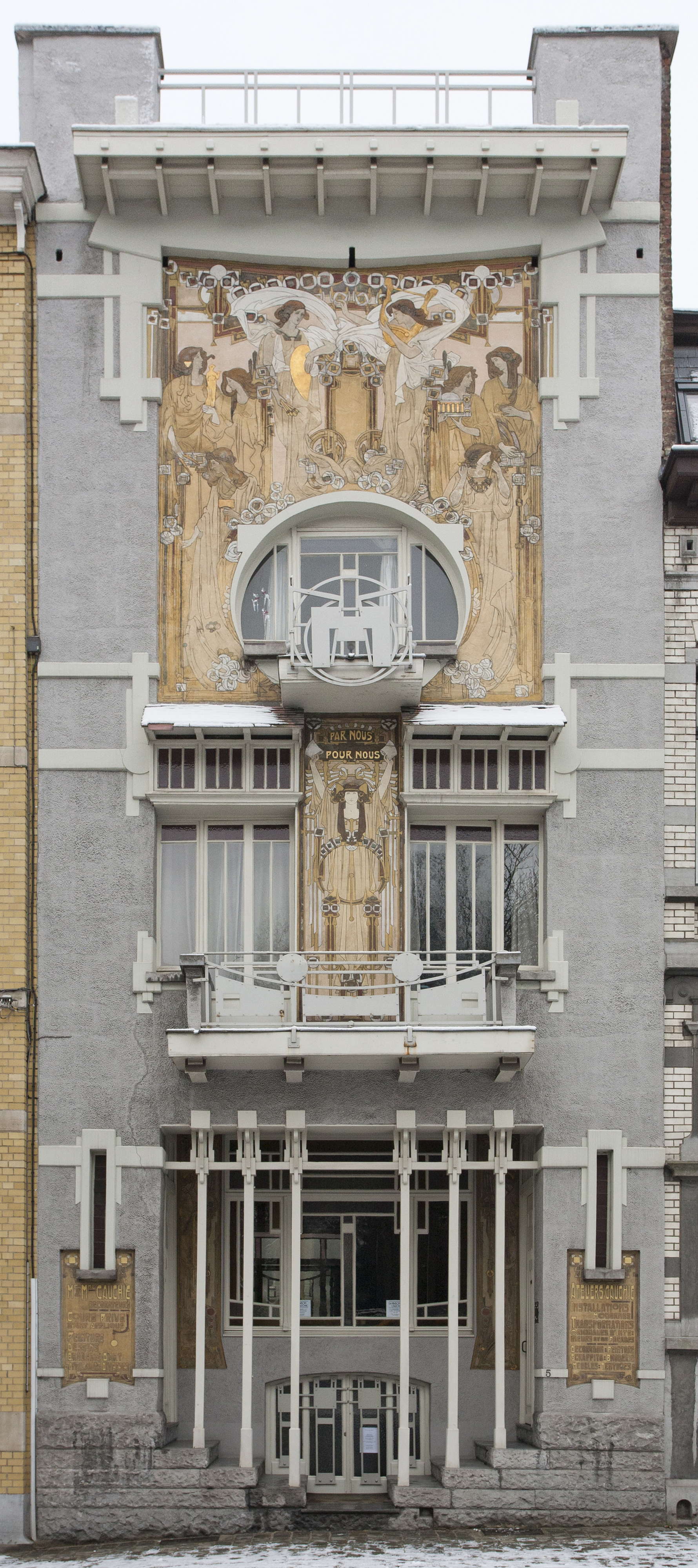
Voorgevel Cauchiehuis, Brussel (1905)

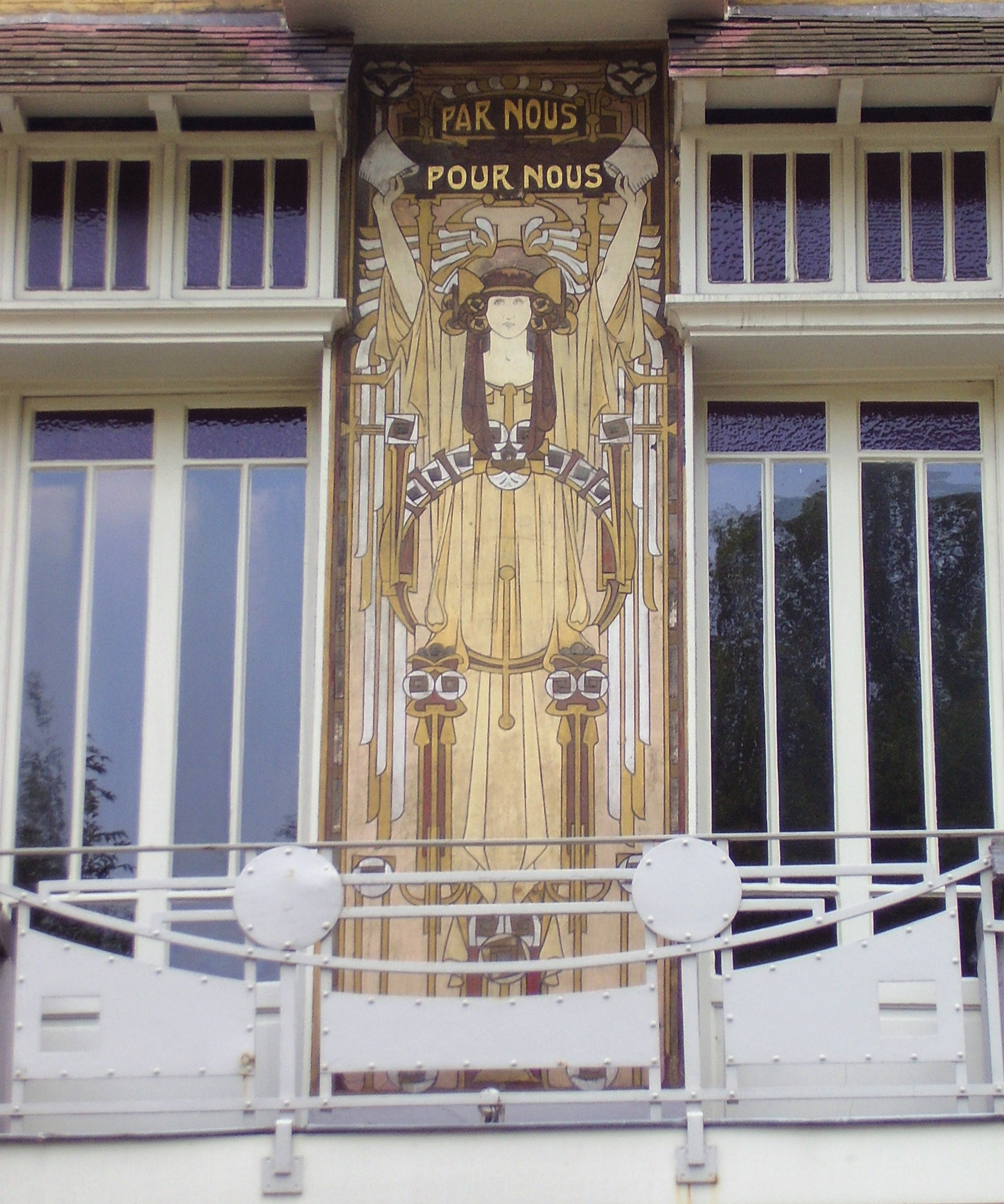
Detail van de voorgevel

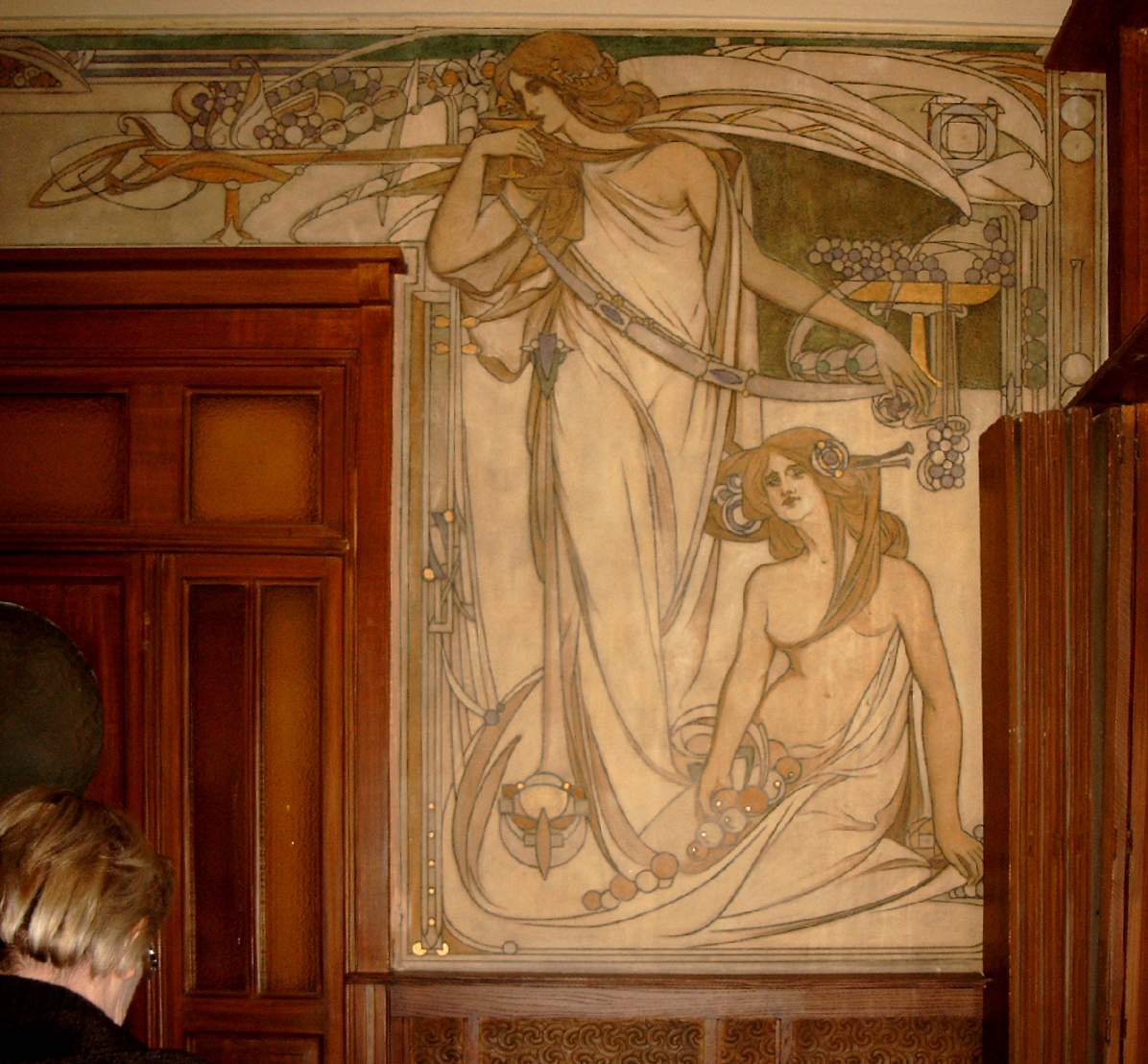
Sgraffiti in het interieur

Het Cauchiehuis (Frans: Maison Cauchie) van Paul Cauchie is een van de meesterwerken van de art nouveau. Het gebouw ligt in Etterbeek (Brussel) aan de Frankenstraat 5 aan de rand van het Jubelpark. Het pand werd gebouwd in 1905, en door Guy en Leona Dessicy gered van de afbraak.

## Geschiedenis
- 1905: Bouw.
- 1971: Gered van de afbraak (de dochter van Paul Cauchie wilde het gebouw en het belendende pand laten afbreken om er een flatgebouw te plaatsen).
- 1975: Het gebouw wordt beschermd als monument.
- 1979: Guy en Leona Dessicy kopen het gebouw van Suzanne Cauchie-Duvigneaud
- 1981-1988: Renovatie onder begeleiding van de architecten Jean-Jacques Boucau en Xavier de Pierpont. De sgraffiti werden gerestaureerd door de schilders Marc Henricot en Walter Schudel.
- 1995: Opengesteld voor het publiek.
- 2022: Aangekocht door de verzekeringsmaatschappij CDA.[1]

## Art-nouveau-elementen
- Sgraffiti zowel aan de buitengevel als binnen in onder andere het salon.
- Gebruik van smeedijzer zeer zichtbaar aan de voorgevel.
- De invloed van de Schot Charles Rennie Mackintosh is duidelijk in zowel de buitenarchitectuur als het meubilair.
- Grote invloed van het japonisme.

## Toegang
Het Cauchiehuis is een van de Brusselse musea. Het is te bezoeken ieder eerste weekend van de maand. Bezoekers krijgen een geleid bezoek van de kelderverdieping en het gelijkvloers. De hogere verdiepingen worden anno 2007 bewoond door Guy en Leona Dessicy, die regelmatig als gids optreden. Het dichtstbijzijnde metrostation is metrostation Merode.

## Voetnoten
1. ↑  Het Cauchiehuis heeft een nieuwe eigenaar, BRUZZ, 22 september 2022. Gearchiveerd op 26 maart 2023.